# Hosein Rezazadeh
Hossein Rezazadeh (Ardebil, Irán; 12 de mayo de 1978) es un levantador de pesas iraní. Desde el 2002 hasta el 2015 posee el récord mundial de halterofilia en la categoría de más de 105 kg.

## Biografía
Háltera o levantador de pesas nacido el 12 de mayo de 1978 en Ardebil, en la provincia homónima de Irán, tercero de siete hijos. A la edad de 15 años comenzó en la halterofilia animado por su profesor del gimnasio.
Apodado "el Hércules iraní", mantuvo durante 11 años el récord mundial en la categoría de más de 105 kg, en arrancada (Snatch) 212 kg, envion (Clean & Jerk) 260 kg y total 472 kg. En 2015 la marca fue superada por Alexsey Lovchev que logró levantar 264 en envion, 211 kg en arrancada y 475 kg total respectivamente, pero fue anulada por dopaje.
Es el primer atleta iraní en ganar dos medallas de oro olímpicas, por lo que es un héroe nacional y también una de las personalidades más conocidas de Irán, apareciendo a menudo en televisión y en las noticias; su boda, que se realizó en la ciudad saudí de La Meca en febrero de 2003, se difundió en vivo en la televisión en Irán.
Como recompensa por su desempeño en los campeonatos del mundo 2003 en Vancouver, Canadá, Mohammad Jatamí le concedió 600 millones de riales (poco más de 60.000 dólares) para comprar una casa en Teherán. 
La federación de halterofilia de Turquía le ofreció un salario de 20.000 dólares al mes, un chalet y una recompensa de 10 millones de dólares si cambiaba su nacionalidad, competía por Turquía y ganaba el oro para este país en las Olimpiadas 2004 de Atenas. Reza, orgulloso de su nacionalidad iraní, desestimó la oferta.